# Райнер Крібель
Райнер Крібель (нім. Rainer Kriebel; 19 січня 1908, Мюнхен — 27 грудня 1989, Ашау-ім-Кімгау) — німецький офіцер, оберштурмбаннфюрер СС і оберст Генштабу вермахту. Кавалер Німецького хреста в золоті.

## Біографія
Після завершення середньої школи вступив 21-й баварський піхотний полк. В 1937 році вступив у військову академію. В 1940 році недовго працював у Генштабі військової розвідки під командування Райнгарда Гелена, в тому ж році став 3-м офіцером Генштабу головнокомандувача вермахтом у Франції. З жовтня 1940 року — 1-й офіцер Генштабу 33-ї піхотної дивізії (потім — 15-ї танкової дивізії). Учасник Африканської кампанії (до лютого 1942 року). З липня 1942 по квітень 1943 року служив у 2-й танковій дивізії. Учасник Німецько-радянської війни. З травня 1943 по квітень 1944 року — викладач тактики в Дрезденській військовій академії, після чого призначений начальником німецького штабу зв'язку 4-ї румунської армії. В жовтні 1944 року перейшов у війська СС і очолив штаб 5-го гірського корпусу СС.
Після війни передав свої знання Розвідувальній службі армії США. В 1950-х роках очолював німецькі військову місію з 50 осіб, яка займалась підготовкою сирійської армії для боротьби з Ізраїлем. В 1952 році взяв активну участь у військовому перевороті генерала Адіба аш-Шішаклі. Потім призначений військовим аташе в Каїрі.

## Нагороди
- Медаль «За вислугу років у Вермахті»
  - 4-го класу (4 роки; 2 жовтня 1936)
  - 3-го класу (12 років; жовтень 1938)
- Залізний хрест
  - 2-го класу (31 травня 1940)
  - 1-го класу (10 липня 1940)
- Німецький хрест в золоті (28 лютого 1942)
- Медаль «За зимову кампанію на Сході 1941/42»
- Нарукавна стрічка «Африка»
- Нарукавний знак гірського єгеря військ СС